# U 152 (U-Boot, 1941)
U 152 war ein deutsches U-Boot vom Typ II D, das im Zweiten Weltkrieg von der deutschen Kriegsmarine als Schulboot in der Ostsee eingesetzt wurde.

## Geschichte
Der Auftrag für das Boot wurde am 25. September 1939 an die Werft Deutsche Werke in Kiel vergeben. Die Kiellegung erfolgte am 6. Juli 1940 und der Stapellauf am 14. Dezember 1940. U 152 wurde am 29. Januar 1941 von Kapitänleutnant Peter-Erich Cremer in Dienst gestellt. Das Boot trug das Zeichen der 24. U-Flottille, ein weißes V, sowie das Crewzeichen des Offiziersjahrgangs des Jahres 1937, zwei gekreuzte Degen und darüber hinaus ein stilisiertes weißes Stundenglas am Turm.
Das Boot gehörte nach seiner Indienststellung bis zum 31. August 1941 als Ausbildungsboot zur 24. U-Flottille in Memel. Vom 1. September 1941 bis zum März 1945 war es Schulboot in der 21. U-Flottille in Pillau. Ab März 1945 bis zum 5. Mai 1945 gehörte es als Ausbildungsboot zur 31. U-Flottille in Hamburg. 
U 152 war ein Schul- und Ausbildungsboot und absolvierte keine Unternehmungen.

## Verbleib
Das Boot wurde am 5. Mai 1945 in Wilhelmshaven in der Westkammer der IV. Einfahrt (Raederschleuse), durch die Besatzung in Befolgung des Regenbogen-Befehls selbst versenkt. Im Oktober 1945 wurde das Boot von den Briten gesprengt und verschrottet.